# Xylotrechus magnicollis
Xylotrechus magnicollis är en skalbaggsart som först beskrevs av Léon Fairmaire 1888. Xylotrechus magnicollis ingår i släktet Xylotrechus och familjen långhorningar.
Artens utbredningsområde är:
- Laos.
- Myanmar.
- Taiwan.

Inga underarter finns listade i Catalogue of Life.